# David di Donatello 2024

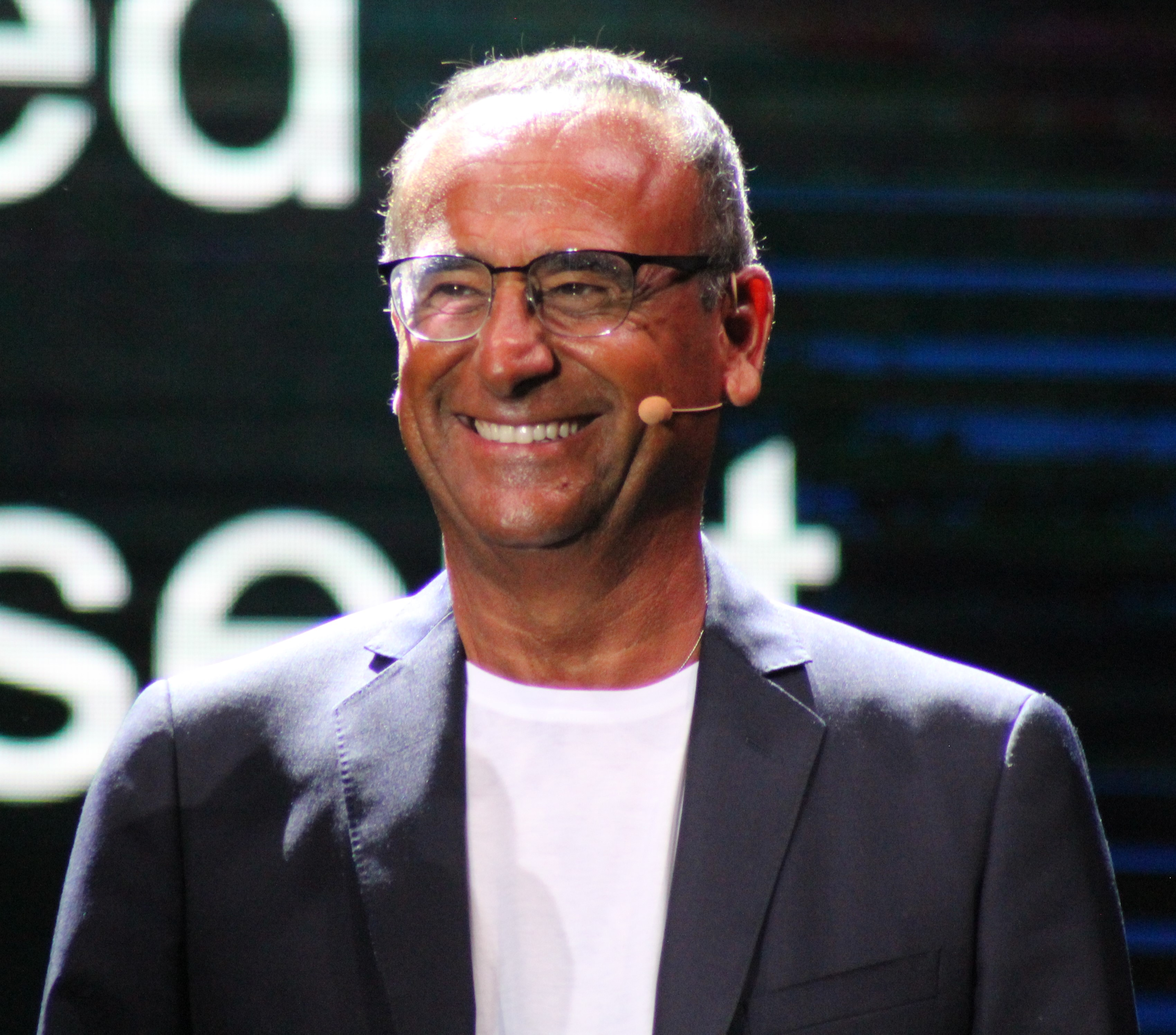
Il conduttore della serata Carlo Conti

La premiazione della 69ª edizione dei David di Donatello si è svolta negli Studi di Cinecittà a Roma, il 3 maggio 2024.
Come nelle edizioni precedenti, l'evento è stato trasmesso in diretta su Rai 1 e condotto da Carlo Conti, affiancato durante la serata da Alessia Marcuzzi. A differenza delle edizioni precedenti, l'evento ha ospitato prima della cerimonia, il red carpet, condotto da Fabrizio Biggio.
Le candidature sono state annunciate il 3 aprile 2024. Il film che ha ottenuto più David è stato Io capitano di Matteo Garrone, con 7 conquiste totali su 15 candidature. Seguono poi C'è ancora domani (6), Rapito (5), Palazzina Laf (3) e Adagio (1).
Grazie ai cinque premi vinti Paola Cortellesi è la donna più vincente in una sola edizione e ha eguagliato il record di Roberto Benigni del 1998 (per La vita è bella) come persona più premiata in una singola edizione dei David di Donatello.

## Vincitori e candidati
Miglior film 
- Io capitano, regia di Matteo Garrone
- C'è ancora domani, regia di Paola Cortellesi
- Il sol dell'avvenire, regia di Nanni Moretti
- La chimera, regia di Alice Rohrwacher
- Rapito, regia di Marco Bellocchio

 Miglior regia 
- Matteo Garrone – Io capitano
- Nanni Moretti – Il sol dell'avvenire
- Andrea Di Stefano – L'ultima notte di Amore
- Alice Rohrwacher – La chimera
- Marco Bellocchio – Rapito

 Miglior regista esordiente 
- Paola Cortellesi – C'è ancora domani
- Giacomo Abbruzzese – Disco Boy
- Micaela Ramazzotti – Felicità
- Michele Riondino – Palazzina Laf
- Giuseppe Fiorello – Stranizza d'amuri

 Migliore sceneggiatura originale 
- Furio Andreotti, Giulia Calenda e Paola Cortellesi – C'è ancora domani
- Francesca Marciano, Nanni Moretti, Federica Pontremoli e Valia Santella – Il sol dell'avvenire
- Matteo Garrone, Massimo Gaudioso, Massimo Ceccherini e Andrea Tagliaferri – Io capitano
- Alice Rohrwacher – La chimera
- Maurizio Braucci e Michele Riondino – Palazzina Laf

 Migliore sceneggiatura adattata 
- Marco Bellocchio e Susanna Nicchiarelli – Rapito
- Pietro Marcello, Maurizio Braucci e Maud Ameline – Le vele scarlatte
- Giorgio Diritti e Fredo Valla – Lubo
- Emma Dante, Elena Stancanelli e Giorgio Vasta – Misericordia
- Sydney Sibilia e Armando Festa – Mixed by Erry

 Miglior produttore 
- Archimede, Rai Cinema, Pathé e Tarantula – Io capitano
- Mario Gianani e Lorenzo Gangarossa per Wildside, Vision Distribution in collaborazione con Sky e Netflix – C'è ancora domani
- Nicola Giuliano, Francesca Cima, Carlotta Calori, Viola Prestieri per Indigo Film, Pierpaolo Verga, Edoardo De Angelis per O' Groove, Paolo Del Brocco per Rai Cinema, Attilio De Razza per Tramp Limited, Mariagiovanna De Angelis per Vgroove, Antonio Miyakawa per Wise Pictures – Comandante
- Giulia Achilli, Marco Alessi, Lionel Massol, Pauline Seigland e André Logie – Disco Boy
- Carlo Cresto-Dina con Rai Cinema – La chimera

 Miglior attrice protagonista 
- Paola Cortellesi – C'è ancora domani
- Linda Caridi – L'ultima notte di Amore
- Isabella Ragonese – Come pecore in mezzo ai lupi
- Micaela Ramazzotti – Felicità
- Barbara Ronchi – Rapito

 Miglior attore protagonista 
- Michele Riondino – Palazzina Laf
- Antonio Albanese – Cento domeniche
- Valerio Mastandrea – C'è ancora domani
- Pierfrancesco Favino – Comandante
- Josh O'Connor – La chimera

 Migliore attrice non protagonista 
- Emanuela Fanelli – C'è ancora domani
- Barbora Bobulova – Il sol dell'avvenire
- Alba Rohrwacher – La chimera
- Isabella Rossellini – La chimera
- Romana Maggiora Vergano – C'è ancora domani

 Miglior attore non protagonista 
- Elio Germano – Palazzina Laf
- Giorgio Colangeli – C'è ancora domani
- Adriano Giannini – Adagio
- Vinicio Marchioni – C'è ancora domani
- Silvio Orlando – Il sol dell'avvenire

 Migliore autore della fotografia 
- Paolo Carnera – Io capitano
- Davide Leone – C'è ancora domani
- Ferran Paredes Rubio – Comandante
- Hélène Louvart – La chimera
- Francesco Di Giacomo – Rapito

 Miglior compositore 
- Subsonica – Adagio
- Lele Marchitelli – C'è ancora domani
- Franco Piersanti – Il sol dell'avvenire
- Andrea Farri – Io capitano
- Santi Pulvirenti – L'ultima notte di Amore

 Migliore canzone originale 
- La mia terra (musica, testo e interpretazione di Diodato) – Palazzina Laf
- Adagio (musica, testo e interpretazione dei Subsonica) – Adagio
- La vita com'è (musica, testo e interpretazione di Brunori Sas) – Il più bel secolo della mia vita
- Baby (musica di Andrea Farri, testo e interpretazione di Seydou Sarr) – Io capitano
- 'O Dj (Don't Give Up) (musica, testo e interpretazione di Liberato) – Mixed by Erry

 Miglior scenografo 
- Andrea Castorina e Valeria Vecellio – Rapito
- Paola Comencini e Fiorella Cicolini – C'è ancora domani
- Carmine Guarino e Iole Autero – Comandante
- Dimitri Capuani e Roberta Troncarelli – Io capitano
- Emita Frigato e Rachele Meliadò – La chimera

 Miglior costumista 
- Sergio Ballo e Daria Calvelli – Rapito
- Alberto Moretti – C'è ancora domani
- Massimo Cantini Parrini – Comandante
- Stefano Ciammitti – Io capitano
- Loredana Buscemi – La chimera

 Miglior trucco 
- Enrico Iacoponi – Rapito
- Antonello Resch, Lorenzo Tamburini, Michele Salgaro Vaccaro e Francesca Galafassi – Adagio
- Ermanno Spera – C'è ancora domani
- Paola Gattabrusi e Lorenzo Tamburini – Comandante
- Dalia Colli e Roberta Martorina – Io capitano

 Migliore acconciatura 
- Alberta Giuliani – Rapito
- Teresa Di Serio – C'è ancora domani
- Massimo Gattabrusi – Comandante
- Stefano Ciammitti e Dalia Colli – Io capitano
- Daniela Tartari – La chimera

 Miglior montatore 
- Marco Spoletini – Io capitano
- Valentina Mariani – C'è ancora domani
- Giogiò Franchini – L'ultima notte di Amore
- Nelly Quettier – La chimera
- Francesca Calvelli e Stefano Mariotti – Rapito

 Miglior suono 
- Maricetta Lombardo, Daniela Bassani, Mirko Perri e Gianni Pallotto – Io capitano
- Filippo Porcari, Alessandro Feletti, Luca Anzellotti e Paolo Segat – C'è ancora domani
- Valentino Gianni, Alessandro Feletti, Mirko Perri e Giancarlo Rutigliano – Comandante
- Alessandro Zanon, Marta Billingsley, Fabrizio Quadroli e Paolo Segat – Il sol dell'avvenire
- Xavier Lavorel, Marta Billingsley e Maxence Ciekawy – La chimera

 Migliori effetti speciali visivi 
- Laurent Creusot e Massimo Cipollina – Io capitano
- Stefano Leoni e Flaminia Maltese – Adagio
- Kevin Tod Haug e Stacey Dodge – Comandante
- Fabio Tomassetti e Daniele Tomassetti – Denti da squalo
- Rodolfo Migliari e Lena Di Gennaro – Rapito

 Miglior documentario 
- Laggiù qualcuno mi ama, regia di Mario Martone
- Enzo Jannacci - Vengo anch'io, regia di Giorgio Verdelli
- Io, noi e Gaber, regia di Riccardo Milani
- Mur, regia di Kasia Smutniak
- Roma, santa e dannata, regia di Roberto D'Agostino, Marco Giusti e Daniele Ciprì

 Miglior cortometraggio 
- The Meatseller, regia di Margherita Giusti
- Asterión, regia di Francesco Montagner
- Foto di gruppo, regia di Tommaso Frangini
- In quanto a noi, regia di Simone Massi
- We Should All Be Futurists, regia di Angela Norelli

 Miglior film internazionale 
- Anatomia di una caduta, regia di Justine Triet
- As bestas, regia di Rodrigo Sorogoyen
- Foglie al vento, regia di Aki Kaurismäki
- Killers of the Flower Moon, regia di Martin Scorsese
- Oppenheimer, regia di Christopher Nolan

 David Giovani 
- C'è ancora domani, regia di Paola Cortellesi
- Comandante, regia di Edoardo De Angelis
- Io capitano, regia di Matteo Garrone
- L'ultima volta che siamo stati bambini, regia di Claudio Bisio
- Stranizza d'amuri, regia di Giuseppe Fiorello

 David speciale 
- Milena Vukotic – alla carriera
- Giorgio Moroder – alla carriera
- Vincenzo Mollica – David speciale

 David dello spettatore 
- C'è ancora domani, regia di Paola Cortellesi – 5 534 653 spettatori

David Rivelazioni Italiane
- Cecilia Bertozzi
- Domenico Cuomo
- Michele Eburnea
- Leonardo Maltese
- Fotinì Peluso
- Yile Vianello

## Controversie
La premiazione è stata interessata da controversie sulla scelta dei conduttori della stessa a seguito di un'indiscrezione rilasciata dal giornalista di Oggi Alberto Dandolo. Nell'articolo il giornalista ha riportato che la conduzione fosse stata affidata inizialmente a Carlo Conti e Geppi Cucciari, ma che l'effettiva assegnazione a quest'ultima sarebbe stata «bloccata da alte sfere della politica» poiché «troppo eversiva la comicità [...] per la nuova Rai di destra». Alcune testate giornalistiche hanno associato la scelta a seguito delle controversie che hanno interessato la LXXVII edizione del Premio Strega, condotto dalla Cucciari, riguardo al voto espresso in merito ai libri in gara dal ministro della cultura nel governo Meloni Gennaro Sangiuliano. Il Movimento 5 Stelle ha chiesto al Governo di chiarimenti sulla presunta censura. A seguito delle indiscrezioni Sangiuliano ha dichiarato di essere estraneo ai fatti.